# Brookport (Illinois)
Brookport ist eine Kleinstadt (mit dem Status „City“) im Massac County im Süden des US-amerikanischen Bundesstaates Illinois. Das U.S. Census Bureau hat bei der Volkszählung 2020 eine Einwohnerzahl von 725 ermittelt.

## Geografie
Brookport liegt auf 37°07′25″ nördlicher Breite und 88°37′49″ westlicher Länge und erstreckt sich über 2 km². Die Stadt liegt am rechten Ufer des Ohio River, der die Grenze zu Kentucky bildet. Die Mündung des Ohio in den Mississippi an der Nahtstelle der drei Bundesstaaten Illinois, Kentucky und Missouri liegt 65,8 km westlich. Die Grenze zu Indiana befindet sich 134 km nordöstlich.
Benachbarte Orte von Brookport sind Metropolis (14,4 km westnordwestlich) und Shady Grove (7,1 km östlich). Auf dem gegenüberliegenden Flussufer liegt die Stadt Paducah in Kentucky, deren Zentrum 7,5 km südöstlich von Brookport liegt.
Die nächstgelegenen größeren Städte sind St. Louis in Missouri (256 km nordwestlich), Louisville in Kentucky (358 km ostnordöstlich), Tennessees Hauptstadt Nashville (230 km südöstlich) und Tennessees größte Stadt Memphis (282 km südwestlich).

## Verkehr

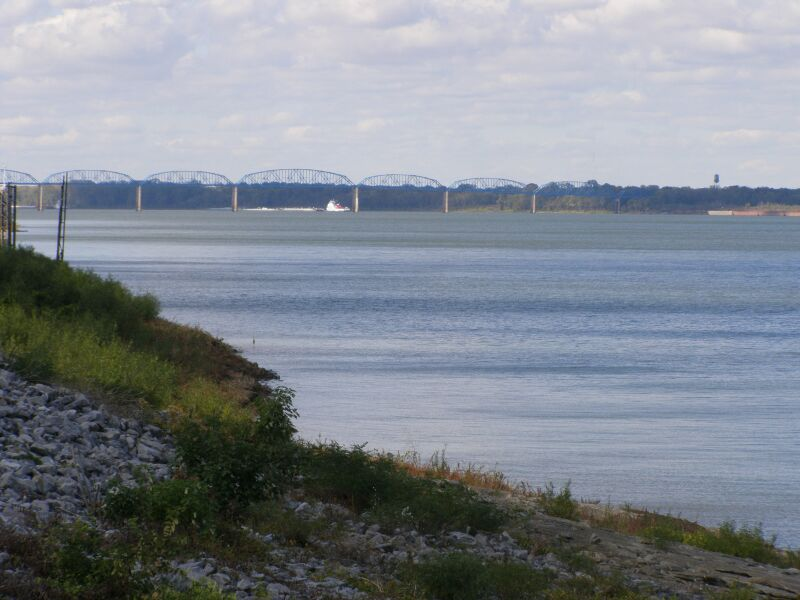
Irvin S. Cobb Bridge

Der älteste Verkehrsweg ist der Ohio River, auf dem auch heute ein wichtiger Teil der Warenströme durch das östliche Zentrum der USA transportiert wird. Der Fluss wird für große Binnenschiffe durch Stauwerke schiffbar gehalten.
Am Westrand von Brookport überquert die Interstate 24, die von Nordwesten nach Nashville führt, den Ohio. Durch das Stadtzentrum führt der U.S. Highway 45 und über die Irvin S. Cobb Bridge in südlicher Richtung aus der Stadt hinaus. Alle weiteren Straßen sind untergeordnete Fahrwege oder innerörtliche Verbindungsstraßen.

Mit dem Metropolis Municipal Airport befindet sich ein kleiner Flugplatz 17,6 km nordwestlich von Brookport. Die nächstgelegenen größeren Flughäfen sind der Lambert-Saint Louis International Airport (277 km nordwestlich), der Nashville International Airport (239 km südöstlich) und der Memphis International Airport (299 km südsüdwestlich).

## Demografische Daten
Nach der Volkszählung im Jahr 2010 lebten in Brookport 984 Menschen in 415 Haushalten. Die Bevölkerungsdichte betrug 492 Einwohner pro Quadratkilometer. In den 415 Haushalten lebten statistisch je 2,37 Personen.
Ethnisch betrachtet setzte sich die Bevölkerung zusammen aus 88,4 Prozent Weißen, 8,3 Prozent Afroamerikanern, 0,8 Prozent amerikanischen Ureinwohnern sowie 0,3 Prozent aus anderen ethnischen Gruppen; 2,1 Prozent stammten von zwei oder mehr Ethnien ab. Unabhängig von der ethnischen Zugehörigkeit waren 2,9 Prozent der Bevölkerung spanischer oder lateinamerikanischer Abstammung.
22,2 Prozent der Bevölkerung waren unter 18 Jahre alt, 59,8 Prozent waren zwischen 18 und 64 und 18,0 Prozent waren 65 Jahre oder älter. 53,2 Prozent der Bevölkerung war weiblich.
Das mittlere jährliche Einkommen eines Haushalts lag bei 34.605 USD. Das Pro-Kopf-Einkommen betrug 16.666 USD. 17,2 Prozent der Einwohner lebten unterhalb der Armutsgrenze.